# Pātea River
Der Pātea River ist ein Fluss in der Region Taranaki auf der Nordinsel von Neuseeland.

## Geographie
Der Patea River entspringt auf einer Höhe von 980 m am Osthang des Mount Taranaki und westlich des Stratford Mountain House. Von dort fließt der noch junge Fluss in Richtung Osten direkt durch das Zentrum von Stratford und bewegt sich dann langsam in vielen Schleifen und Spitzkehren in südsüdöstliche bis südliche Richtung, bis der Fluss Teil des Lake Rotorangi wird und nach rund 111 km Flussverlauf auf die Staumauer trifft, die den See auf eine ungefähre Länge von 46 km aufstaut.
Nach rund 157 km Flussverlauf mündet der Patea River schließlich direkt östlich von Pātea in die South Taranaki Bight und damit in die Tasmansee. Der Patea River verfügt über zahlreiche Zuflüsse, die allesamt den Status eines Streams haben, also in der Regel kleiner als ein Fluss sind.
Der New Zealand State Highway 3 überquert den Fluss in der Ortschaft Pātea und weiter Flussaufwärts in der Stadt Stratford. Auch die Bahnlinie der Marton-New Plymouth Line überquert den Fluss in den beiden genannten Orten.

## Geschichte
Der Fluss war sowohl für die Māori, als auch die frühen europäischen Siedler das Tor zum Süden von Taranaki. Während der Kolonialzeit war der Patea River von 1841 bis 1853 die Grenze zwischen den Provinzen New Ulster und New Munster.
Am südlichen Stadtrand von Pātea und damit am Ostufer des Flusses befanden sich bis 2008 mit der Patea Freezing Works ein fleischverarbeitender Großbetrieb. Ein Feuer vernichtete Großteile der Anlage. Die Endgültige Stilllegung der Anlage und Entsorgung von toxischen Stoffen wurde Mitte 2010 abgeschlossen.

## Stromgewinnung
Der 82 m hohe Pātea Dam des Stausees wurde in den Jahren von 1979 bis 1984 in Regie des Egmont Electric Power Board aus Gewichtsstaumauer errichtet und dient über das Kraftwerk, das von der Firma Trustpower betrieben wird, zur Stromerzeugung. Der Damm ist der vierthöchste in Neuseeland.

## Nutzung des Flusses
Der Fluss ist der einzige mit Booten befahrbare Fluss im Süden der Region und wird auch für Kanufahrten genutzt. Im Fluss können Bachforellen geangelt werden, die im Oberlauf Trophäengröße erreichen können. Auch Regenbogenforellen sind anzutreffen.